# Marga Petersen
Margarete Petersen, de naixement Kallensee i més coneguda com a   Marga Petersen    (Bremen, 18 de setembre de 1919 - Ottersberg, 22 de setembre de 2002), fou una atleta alemanya, especialista en curses de velocitat, que va competir durant les dècades de 1940 i 1950.
El 1952 va prendre part en els Jocs Olímpics de Hèlsinki, on va disputar dues proves del programa d'atletisme. Va guanyar la medalla de plata en la prova del 4x100 metres, formant equip amb Maria Sander, Ursula Knab i Helga Klein, mentre en la prova dels 100 metres quedà eliminada en semifinals.
En els anys posteriors a la Segona Guerra Mundial guanyà 10 títols nacionals. El 1947 fou escollida esportista alemanya de l'any.

## Millors marques
- 100 metres. 11,8" (1947)
- 200 metres. 25,8" (1947)[1][2]